# 마이쿠마 세이야
마이쿠마 세이야(일본어: 毎熊 晟矢, 1997년 10월 16일 ~ )는 일본의 축구 선수로, 현재 일본 J1리그의 클럽 세레소 오사카에서 뛰고 있다. 포지션은 라이트 백이다.

## 구단 경력
그는 2020년 J2리그의 V-파렌 나가사키에 입단했다. 2021년까지 74경기에 출전하여, 6득점을 넣었다. 2022년 J1리그의 세레소 오사카로 이적했다. 2022년에 J리그컵 준우승. 2024년 AZ 알크마르로 이적했다.

## 국가대표팀 경력
그는 2023년 9월 12일 튀르키예과의 경기에서 일본 국가대표팀에 데뷔했다. 2023년 AFC 아시안컵에도 출전했다.

## 통계
| 일본 | 일본 | 일본 |
| 연도 | 출전 | 득점 |
| ---- | ---- | ---- |
| 2023 | 3    | 0    |
| 2024 | 5    | 0    |
| 통산 | 8    | 0    |